# AEGON International 2013
L'AEGON International 2013 è stato un torneo tennistico svolto in concomitanza tra uomini e donne, su campi in erba all'aperto. È stata la 39ª edizione del torneo per le donne e la 5ª per gli uomini. Appartiene alle categorie WTA Premier per quanto riguarda il WTA Tour 2013, e all'ATP World Tour 250 series per l'evento maschile. Si è tenuto al Devonshire Park Lawn Tennis Club di Eastbourne, in Inghilterra, dal 15 al 22 giugno 2013.

## Partecipanti ATP

### Teste di serie
| Nazionalità | Giocatore             | Ranking* | Testa di serie |
| ----------- | --------------------- | -------- | -------------- |
| Canada      | Milos Raonic          | 15       | 1              |
| Francia     | Gilles Simon          | 17       | 2              |
| Germania    | Philipp Kohlschreiber | 18       | 3              |
| Argentina   | Juan Mónaco           | 20       | 4              |
| Sudafrica   | Kevin Anderson        | 23       | 5              |
| Ucraina     | Aleksandr Dolhopolov  | 24       | 6              |
| Italia      | Andreas Seppi         | 26       | 7              |
| Italia      | Fabio Fognini         | 31       | 8              |

* Le teste di serie sono basate sul ranking del 10 giugno 2013.

### Altri partecipanti
I giocatori seguenti hanno ricevuto una wild-card per l'ingresso nel tabellone principale:
- Kyle Edmund
- Milos Raonic[1]
- James Ward

I giocatori seguenti hanno superato tutti i turni di qualificazione per il tabellone principale:

- James Blake
- Guillaume Rufin
- Ryan Harrison
- Kenny de Schepper

## Partecipanti WTA

### Teste di serie
| Nazionalità | Giocatrice          | Ranking* | Testa di serie |
| ----------- | ------------------- | -------- | -------------- |
| Polonia     | Agnieszka Radwańska | 4        | 1              |
| Cina        | Li Na               | 6        | 2              |
| Germania    | Angelique Kerber    | 7        | 3              |
| Rep. Ceca   | Petra Kvitová       | 8        | 4              |
| Danimarca   | Caroline Wozniacki  | 9        | 5              |
| Russia      | Marija Kirilenko    | 10       | 6              |
| Serbia      | Ana Ivanović        | 12       | 7              |
| Russia      | Nadia Petrova       | 13       | 8              |

* Le teste di serie sono basate sul ranking del 10 giugno 2013.

### Altre partecipanti
Le giocatrici seguenti hanno ricevuto una wild-card per l'ingresso nel tabellone principale:
- Li Na[2]
- Samantha Stosur[3]
- Johanna Konta[4]

Le giocatrici seguenti hanno superato tutti i turni di qualificazione per il tabellone principale:

- Jamie Hampton
- Kristýna Plíšková
- Julija Bejhel'zymer
- Ol'ga Alekseevna Pučkova

## Campioni

### Singolare maschile
Feliciano López ha sconfitto in finale  Gilles Simon per 7–6(2), 6(5)–7, 6-0.
- È il terzo titolo in carriera per López.

### Singolare femminile
Elena Vesnina ha sconfitto in finale  Jamie Hampton per 6-2, 6-1.
- È il secondo titolo in carriera per Elena Vesnina.

### Doppio maschile
Alexander Peya /  Bruno Soares hanno sconfitto in finale  Colin Fleming /  Jonathan Marray per 3-6, 6-3, [10-8].

### Doppio femminile
Nadia Petrova /  Katarina Srebotnik hanno sconfitto in finale  Monica Niculescu /  Klára Zakopalová per 6-3, 6-3